# Тау (літера)
Та́у (велика Τ, мала τ; грец. Ταυ МФА: [taf]) — дев'ятнадцята літера грецької абетки, в системі грецьких чисел, має значення 300.